# أودري شابمان
أودري شابمان (بالإنجليزية: Audrey Chapman)‏ هي ممثلة أمريكية، ولدت في 2 مارس 1899، وتوفيت في 10 أغسطس 1993.

## وصلات خارجية
- أودري شابمان على موقع IMDb (الإنجليزية)
- أودري شابمان على موقع قاعدة بيانات الفيلم (الإنجليزية)